# Zlatni standard u Velikoj Britaniji
Ekonomisti su zlatni standard smatrali čudotvornim instrumentom koji će uređivati međunarodne privredne odnose. Princip je bio: ako neka zemlja više uvozi nego izvozi, dužna je svoj deficit izravnati izvozom zlata. Izvoz zlata snizit će cijene kod kuće, a povećati ih u inozemstvu, te će se težnja za uvozom smanjiti. Na ovaj će se način, platnom bilancom, regulirati unutrašnja gospodarska aktivnost.
Zlatni standard u svom teorijskom obliku nikad nije postojao u praksi, nego je to uvijek bio niz kreditnih sustava koji su se zasnivali na zlatu i koji su bili međusobno povezani fiksnim tečajevima. Standardna mjera za vrijednost bio je zlatnik propisane težine i čistoće. Vrijednost jedne valute prema drugoj određivala se prema zlatu koje je sadržavala. Tokom nekoliko desetljeća pred Prvi svjetski rat, zlatni standard je bio sistem automatskih izravnavanja putem knjiženja i knjigovodstvenih operacija u Londonu.
Britansko Carstvo je označavalo razdoblje između 18. i 20. stoljeća u kojem je bila prvorazredna politička sila svijeta. Velika Britanija je priznala zlatni standard 1816. godine i sistem je djelovao sve dok je međunarodna trgovina slijedila promjene na tržištu. Upravo se na zlatnom standardu i slobodnoj trgovini zasnivao prvi svjetski međunarodni privredni sistem Britansko Carstvo, tzv. Pax Britannica.
Za stvarni opticaj zlatnici su bili nepodesni, pa su ubrzo zamijenjeni čekovima i banknotama. Po Zakonu o bankarstvu (Bank Charter) iz 1844. Engleska banka dobila je monopol na izdavanje banknota i otad ona nadzire gotovinske rezerve svih banaka.
Razdoblje između dva Svjetska rata (1918. do 1939.) je dočekao raspad stupova prvog međunarodnog sistema - zlatnog standarda i slobodne trgovine. Velika Britanija je opet 1925. uvela zlatni standard, ali on više nije bio u svom "čistom obliku" kao prije prvog svjetskog rata. Mnogo zemalja je odlučilo da kao monetarnu rezervu drži tuđu valutu (kao npr. funte sterlinga), a ne zlato. London i New York su morali držati velike zlatne rezerve da bi se osigurali ako slučajno dođe do iznenadnih potraživanja od strane drugih zemalja koje su kao rezervu držale valutu SAD-a i Velike Britanije.
Novi svjetski novac, tzv. valuta sa zlatnim standardom, nije dugo trajao i postalo je jasno da u svijetu nema dovoljno zlata da podmiri stalni porast svjetske trgovine te da su rezerve zlata neravnomjerno raspoređene da bi mogle poslužiti monetarnim ciljevima. Velika Britanija je 1931. opet morala napustiti zlatni standard te je zlato moralo da napusti mjesto koje mu je dotada pripadalo u međunarodnoj privredi.
Ekonomisti i državnici su uvidjeli da zlatni standard ne može biti prihvatljivi instrument jer bi u tom slučaju zemlja koja zapadne u deficit trgovačke bilance morala početi smanjivati uvoz, a s time i zaposlenost i općenitu privrednu aktivnost da bi na kraju gubila još i zlato. A zemlje koje su nekada imale uravnoteženu trgovačku bilancu su mogle ostati uskraćene za izvoz pa bi im se smanjila privredna aktivnost i zaposlenost.